# Hugo Alfons Dietrichstein
Hugo Alfons, prince Dietrichstein-Mensdorff-Pouilly (en allemand Hugo Alfons Eduard Emanuel Josef Johann Wenzel Fürst Dietrichstein-Mensdorff-Pouilly zu Nikolsburg, 19 décembre 1858 à Prague – 20 août 1920 à Jáchymov) était un aristocrate, général, et diplomate autrichien. Il venait de la famille française Mensdorff-Pouilly, qui prit le nom de la famille éteinte Dietrichstein (1868). Il possédait le domaine Mikulov (Nikolsburg) en Moravie.

## Vie et carrière

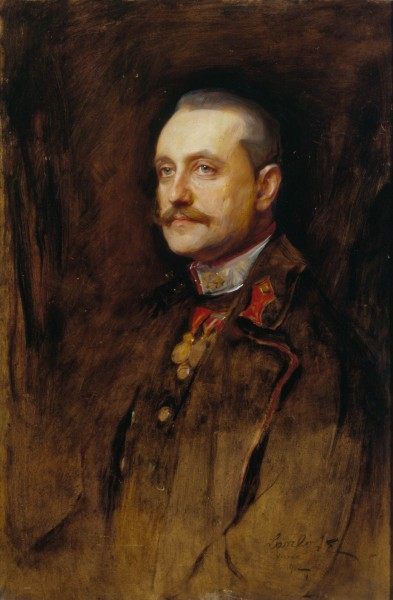
Prince Hugo Dietrichstein (1902, Philippe de László, château de Mikulov)

Hugo Alfons Eduard Emanuel Josef Jan Václav Prince de Dietrichstein-Mensdorff-Pouilly na Mikulov est né à Prague, fils aîné du ministre autrichien des Affaires étrangères, le comte Alexandre de Mensdorff-Pouilly (1813–1871), qui, après l'extinction de la famille Dietrichstein, en acquérant le droit au domaine princier de Mikulov (Nikolsburg) reçoit titre de Dietrichstein-Mensdorff-Pouilly (1868). La mère de Hugo était Alexandrina, née von Dietrichstein (1824–1906).
Hugo a été élevé sous la supervision personnelle de son père et a donc passé une partie de son enfance à Prague, sa ville natale, où son père Alexandre a été gouverneur de 1870 à 1871. Cependant, il n'avait pas de liens personnels très étroits avec son père et entretenait une relation distante avec sa mère, comme en témoigne la correspondance qui a subsisté. Il termine ses études secondaires en 1875 en s'inscrivant à la Schottengymnasium de Vienne, puis étudie le droit à l'Université de Vienne (1875–1879). Parallèlement, dès l'âge de dix-neuf ans, il sert dans l'armée tchèque, en 1879 il est nommé lieutenant et affecté au 6e régiment de dragons à Brno. En 1885, il est promu lieutenant et continue à servir à Brno au sein de la 10e brigade de cavalerie, tout en étant affecté au corps des officiers de l'état-major général, avant d'être transféré à Cracovie. Il est promu capitaine en 1889 et sert d'attaché militaire à Saint-Pétersbourg de 1889 à 1892,. Au cours d'une mission diplomatique en Russie, il rencontre sa future femme Olga, qu'il épouse en 1892. En 1895, il est promu major et devient l'un des adjudants de l'empereur François-Joseph. En tant qu'adjudant de l'escadre impériale, il gravit les échelons (lieutenant-colonel en 1897, colonel en 1900). Pendant la Première Guerre mondiale, il est à nouveau appelé au service actif, reçoit le grade de sous-maréchal (1916) et occupe le poste de gouverneur de Lublin,,.

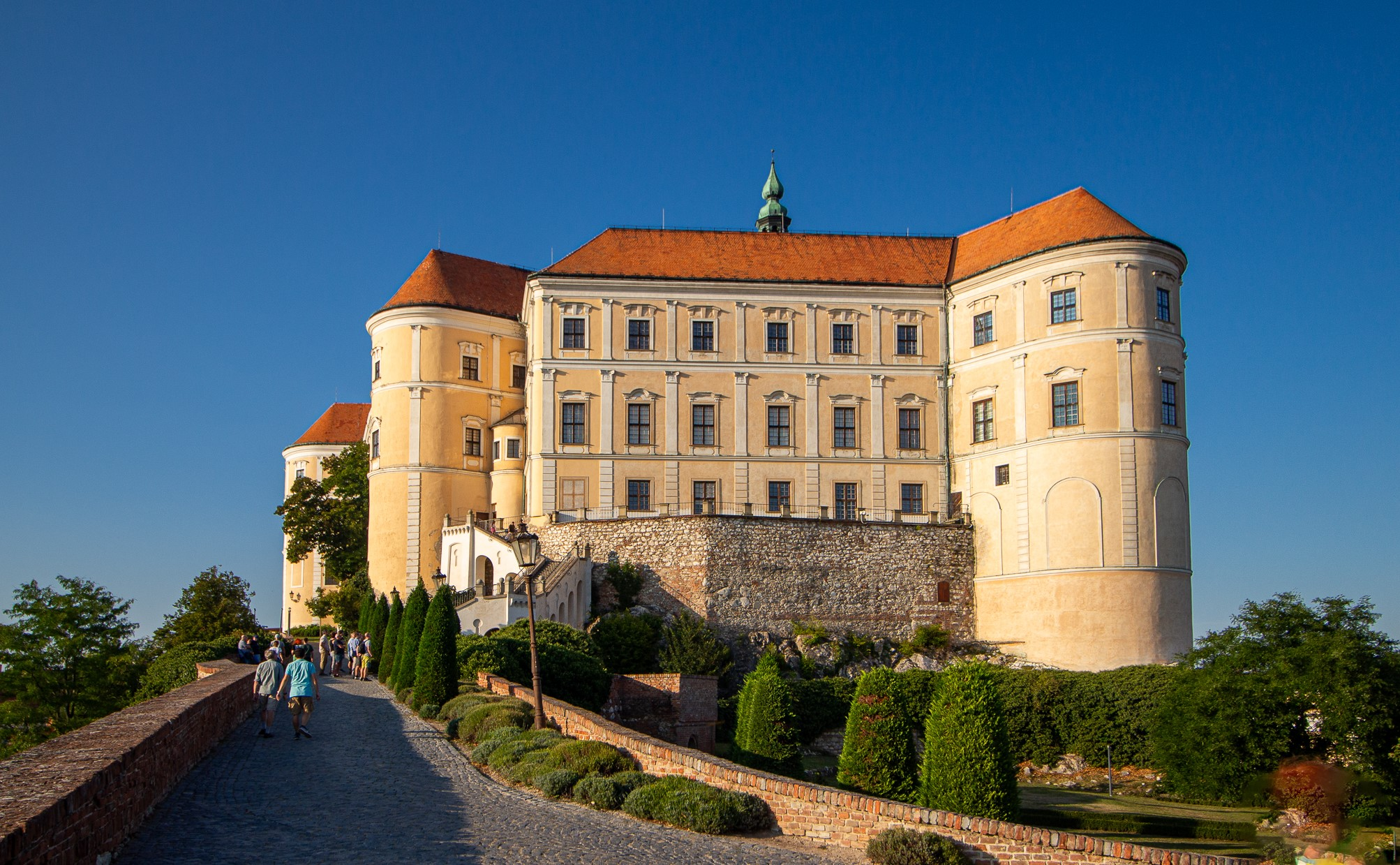
Château de Mikulov

En 1907, il est nommé membre héréditaire de la Herrenhaus autrichienne. En 1910, il est élu à l'assemblée provinciale de Moravie en tant que membre de la curie des grands propriétaires terriens, et bien qu'il assiste à ses sessions, il ne participe pas activement à l'assemblée. Il est élu pour la deuxième fois en 1913, mais renonce aussitôt à son poste. De 1909 à 1913, il occupe le poste de vice-président de la Croix-Rouge autrichienne (en).

## Titres et récompenses
Il hérita de son père en 1871 du titre princier de Dietrichstein-Nikolsburg, avec le prédicat d'Altesse Sérénissime (Durchlaucht). En 1881, il fut nommé chambellan impérial et en 1906 il fut titulaire du Conseil privé,. Pour ses mérites, il reçut l'Ordre de St. Stephen (1905) et l'Ordre de la Toison d'or (1907). En tant que membre de la plus haute noblesse, diplomate et collaborateur impérial de longue date, il a également reçu de nombreux honneurs de la part de souverains étrangers.

### Ordres et décorations étrangers
- Ordre de St. Stanislas 1re classe (Russie)
- Ordre de Sainte Anne 2e classe (Russie)
- Ordre de l'Aigle Rouge 2e classe (Allemagne)
- Ordre de la Couronne prussienne 2e classe (Allemagne)
- Chevalier de l'Ordre d'Albrecht (Saxe)
- Ordre de l'Étoile de Roumanie (Roumanie)
- Ordre du Trésor Sacré 3e classe (Japon)
- Ordre de Léopold (Belgique)
- Ordre des Saints Maurice et Lazare (Italie)
- Commandeur de l'Ordre de Victoria (Royaume-Uni)
- Ordre de Frédéric (Wurtemberg)
- Grand-Croix de l'Ordre de la Couronne de Wurtemberg (Wurtemberg)

## Propriété
Il devint officiellement l'héritier du domaine Mikulov en 1871, mais la propriété fut gérée par sa mère Alexandrina jusqu'en 1906. Plus de 3 700 hectares de terres et plusieurs installations industrielles appartenaient au domaine de Mikulov, mais après la mort de Hugo réforme agraire a radicalement modifié l'étendue du domaine. Après avoir repris Mikulov en 1906, il entreprit de moderniser les intérieurs et fit installer le gaz et l'électricité dans le château. Il possédait également le palais Dietrichstein à Vienne (Minoritenplatz no 3), où il menait sa vie sociale avec son épouse.

## Famille
Le 27 juillet 1892, il épouse à Baden-Baden la princesse Olga Alexandrovna Dolgoroukova (1873-1946), une femme de la noblesse russe qu'il avait rencontrée au service diplomatique en Russie.
Olga était issue de l'éminente famille russe des Dolgoroukov, son père, le prince Alexandre Sergueïevitch Dolgoroukov (1841–1912), était un grand maréchal russe, membre du Conseil d'État et propriétaire de 70 000 hectares de terres en Ukraine. Olga fut plus tard nommée dame du palais. De leur union sont issus six enfants, dont deux sont morts en bas âge. Son fils Alexandre (1899–1964) a été le dernier propriétaire de Mikulov et, comme il mourut sans descendance masculine, il fut également le dernier porteur du nom de Dietrichstein dans l'histoire.
Le frère cadet de Hugo, Albert, en tant que deuxième-né, prit le titre de comte Dietrichstein-Mensdorff-Pouilly. Il se consacra à la diplomatie et se distingue en tant qu'ambassadeur d'Autriche-Hongrie à Londres. Leur sœur Marie Gabriela (1858–1889) épousa le comte Hugo Kálnoky, une autre sœur, Klotylda (1867–1942), épousa le comte Albert Apponyi, éminent homme politique hongrois.

### Enfants et descendance
- 1. Hugo (*/†) 1893)
- 2. Alexandrina (24/03/1894 Vienne – 17/12/1981 Vienne)
  - ⚭ (16/10/1918 Vienne) Wolfgang von Küenburg (30/10/1890 – 24/12/1949)
- 3. Josefa (*/† 02/02/1895 Vienne)
- 4. Olga (12/04/1897 Vienne – 25/7/1970 Vienne)
  - ⚭ (14/11/1922 Vienne) Josef František Daubek (24/1/1888 Brno – 4/8/1935 Brno)
- 5. Alexandr II (15/07/1899 Vienne - 12/01/1964 Munich), dernier propriétaire de Mikulov
  - ⚭ (29/10/1930 Paris) María de las Mercedes Dose y Obligado (18/6/1903 Buenos Aires – 21/1/1964 Munich)
- 6. Marie (01/06/1901 Vienne – 06/02/1945), célibataire et sans enfant.